# 1533 Saimaa
Saimaa (asteróide 1533) é um asteróide da cintura principal com um diâmetro de 26,13 quilómetros, a 2,9098559 UA. Possui uma excentricidade de 0,0341753 e um período orbital de 1 910,08 dias (5,23 anos).
Saimaa tem uma velocidade orbital média de 17,15956088 km/s e uma inclinação de 10,69007º.
Esse asteróide foi descoberto em 19 de Janeiro de 1939 por Yrjö Väisälä.